# Riga FC
|  | No s'ha de confondre amb FK Rīga. |

El Riga Football Club és un club de futbol de la ciutat de Riga.
El club va ser fundat l'abril de 2014, amb la fusió de dos clubs locals, FC Caramba Riga i Dinamo Rīga. La temporada 2015 la jugà amb el nom FC Caramba/Dinamo, canviant a continuació a Riga FC.

## Palmarès
- Lliga letona de futbol:[3]
  - 2018, 2019, 2020
- Copa letona de futbol:[4]
  - 2018, 2023
- Segona divisió letona:
  - 2015